# Josef Steiner (Leichtathlet)
Josef Steiner (* 24. September 1950 in Innsbruck) ist ein ehemaliger österreichischer Langstreckenläufer.
Er belegte bei den Crosslauf-Weltmeisterschaften 1978 in Glasgow und Crosslauf-Weltmeisterschaften 1979 in Limerick jeweils den 128. Platz. 1980 kam er beim Karl-Marx-Stadt-Marathon auf den 14. Platz und stellte dabei mit 2:16:43 h einen österreichischen Rekord auf. Beim Marathon der Olympischen Sommerspiele in Moskau lief er in 2:24:24,0 h auf Rang 39 ein.
Steiner wurde zweimal Österreichischer Meister im Marathon (1979 und 1981) und je einmal über 5000 Meter (1972), 10.000 Meter (1977), im 25-km-Straßenlauf (1979) und im Crosslauf (1976).

## Persönliche Bestzeiten
- 3000 m: 7:56,3 min, 11. August 1977, Kopenhagen
- 5000 m: 13:41,12 min,	24. August 1977, Zürich
- 10.000 m: 28:45,78 min, 9. September 1977, London
- Marathon: 2:16:43 h, 3. Mai 1980, Karl-Marx-Stadt